# Зденек Ружичка
Зденек Ружичка (чеськ. Zdeněk Růžička, 15 квітня 1925, Іванчице — 18 квітня 2021, Брно) — чехословацький гімнаст, призер Олімпійських ігор.

## Біографічні дані
Зденек Ружичка на Олімпіаді 1948 досяг великого успіху, завоювавши бронзові медалі у вільних вправах та у вправах на кільцях і зайнявши сьоме місце в абсолютному заліку і шосте — в командному.
Зденек Ружичка ще двічі брав участь у змаганнях на Олімпійських іграх 1952 та 1956, але залишився без нагород, зайнявши 7-е місце в командному заліку і 30-е в індивідуальному на Олімпіаді 1952 та 4-е місце в командному заліку і 26-е в індивідуальному — на Олімпіаді 1956. На Олімпіаді 1952 у нього найвище з індивідуальних вправ — 14-е місце на кільцях, а на Олімпіаді 1956 — 10-е на перекладині.